# Illuerunnerit
 "Håbets Ø" omdirigeres hertil. For dokumentarfilmen fra 2019, se Håbets ø.
Illuerunnerit (gammel grønlandsk stavemåde Igdluerúnerit; dansk Håbets Ø) er en grønlandsk ø og en forladt bebyggelse på øen beliggende på den nordlige side af Nuup Kangerluas (dansk: Godthåbsfjorden) munding i Nuuk Distrikt i Sermersooq Kommune.

## Beliggenhed
Tomten efter bebyggelsen, hvor Hans Egede boede, ligger i en lille bugt i den nordvestlige del af øen, 3 kilometer nord for Kangeq og 17 km vest for Nuuk.

## Historie
Hans Egede nåede Grønland for første gang den 3. juli 1721 og ankrede op i Illuerunnerit, hvor han etablerede sin koloni. Da hans skib hed Haabet, kaldte han havnen for Haabets Havn og øen og kolonien for Haabets Ø. Der blev bygget et stenhus på 25 × 8,5 alen (15,× 5,3 m) med tørvepaneler, to skorstene, 15 fag, tre værelser og en kvist, hvor Hans Egede boede med sin familie og alle de andre kolonister. I 1722 blev der bygget et provianthus af mursten på 8,5 × 7,5 alen (5,3 × 4,7 m) og i 1723 et pakhus af mursten på 11 × 9,5 alen (6,9 × 6,0 m). Der var også en smedje, et skur, et tømrerværksted og en indhegning til kreaturer. Beboelseshuset var for lille til de mange indbyggere og forfaldt også hurtigt, så det i 1727 knap nok var beboeligt. I sommeren 1728 blev kolonien flyttet til det nuværende Nuuk og omdøbt til Godthaab. Illuerunnerit blev aldrig beboet igen.